# Чемпіонат Німеччини з футболу 1991—1992: Бундесліга
Сезон Бундесліги 1991–1992 був 29-им сезоном в історії Бундесліги, найвищого дивізіону футбольної першості Німеччини. Він розпочався 2 серпня 1991 і завершився 16 травня 1992 року. Діючим чемпіоном країни був «Кайзерслаутерн», який у цьому сезоні опинився лише на п'ятому місці підсумкової турнірної таблиці, поступившись вісьмома очками «Штутгарту», який і став чемпіоном Німеччини 1991/92.
Перший сезон Бундесліги після возз'єднання Німеччини, яке офіційно відбулося 3 жовтня 1990 року. Відповідно перший сезон, в якому були представлені команди з колишньої Німецької Демократичної Республіки.

## Формат змагання
Сезон був перехідним — включення до змагання двох представників колишньої НДР відбулося шляхом разового розширення кількості учасників Бундесліги до 20 команд.
Кожна команда грала з кожним із суперників по дві гри, одній вдома і одній у гостях, що з урахуванням розширення ліги дорівнювало 38 іграм для кожної команди протягом сезону. Команди отримували по два турнірні очки за кожну перемогу і по одному очку за нічию. Якщо дві або більше команд мали однакову кількість очок, розподіл місць між ними відбувався за різницею голів, а за їх рівності — за кількістю забитих голів. Команда з найбільшою кількістю очок ставала чемпіоном. Враховуючи перехідний статус сезону, до Другої Бундесліги по його завершенні вибували відразу чотири найгірші команди, на зміну яким підвищувалися у класі лише дві команди, що повертало кількість учасників ліги до традиційних 18.

## Зміна учасників у порівнянні з сезоном 1990–91
«Юрдінген 05» і «Герта» (Берлін) посіли два останні місця попереднього сезону і напряму залишили Бундеслігу. На їх місце до вищого дивізіону підвищилися «Шальке 04» and «Дуйсбург». Також у класі понизився «Санкт-Паулі», який поступився у плей-оф за місце у найвищому дивізіоні «Штутгартер Кікерс».
Крім того через возз'єднання Німеччини лави Бундесліги додатково поповнили дві найкращі за результатами попереднього сезону команди з Оберліги НДР — «Ганза» і «Динамо» (Дрезден).

## Огляд сезону
Один з представників східнонімецького футболу, «Ганза», став головною сенсацією дебютної частини сезону, протягом деякого часу утримуючи першу сходинку турнірної таблиці. Проте згодом результати команди з Ростока погіршилися і врещті-решт вона втратила місце у Бундеслізі, посівши трете місце з кінця підсумкової таблиці.
Боротьбу ж за чемпіонство до останнього туру вели три команди — «Айнтрахт», «Штутгарт» і «Боруссія» (Дортмунд), які перед своїми останніми іграми мали по 50 очок. Причому найкращу різницю голів серед цієї трійці мав «Айнтрахт», який, утім, став єдиним серед них, хто не зміг здобути перемогу у фінальному турі (поразка 1:2 від «Ганзи»). Таким чином «Айнтрахт» опинився на третьому місці, а чемпіонські перегони виграв «Штуттгарт», який, як і дортмундська «Боруссія», свій матч останнього туру виграв та мав кращий за дортмундців баланс забитих і пропущених голів.

## Команди-учасниці
| Клуб                            | Місто              | Стадіон                      | Вміщує |
| ------------------------------- | ------------------ | ---------------------------- | ------ |
| «Бохум»                         | Бохум              | Воновія Рурштадіон           | 40,000 |
| «Вердер»                        | Бремен             | Везерштадіон                 | 32,000 |
| «Боруссія» (Дортмунд)           | Дортмунд           | Зігналь Ідуна Парк           | 52,616 |
| «Динамо» (Дрезден)              | Дрезден            | Стадіон ім. Рудольфа Гарбіга | 30,000 |
| «Дуйсбург»                      | Дуйсбург           | Ведауштадіон                 | 31,500 |
| «Фортуна» (Дюссельдорф)         | Дюссельдорф        | Райнштадіон                  | 59,600 |
| «Айнтрахт» (Франкфурт-на-Майні) | Франкфурт-на-Майні | Вальдштадіон                 | 62,000 |
| «Гамбург»                       | Гамбург            | Фолькспаркштадіон            | 62,000 |
| «Кайзерслаутерн»                | Кайзерслаутерн     | Фріц-Вальтер-Штадіон         | 38,500 |
| «Карлсруе»                      | Карлсруе           | Вільдпаркштадіон             | 50,000 |
| «Кельн»                         | Кельн              | Рейн Енергі Штадіон          | 55,000 |
| «Баєр 04»                       | Леверкузен         | Ульріх Габерланд Штадіон     | 27,800 |
| «Боруссія» (Менхенгладбах)      | Менхенгладбах      | Бекельбергштадіон            | 34,500 |
| «Баварія» (Мюнхен)              | Мюнхен             | Олімпіаштадіон               | 70,000 |
| «Нюрнберг»                      | Нюрнберг           | Грюндіг-Штадіон              | 55,000 |
| «Ганза»                         | Росток             | Остзеештадіон                | 25,000 |
| «Шальке 04»                     | Гельзенкірхен      | Паркштадіон                  | 70,000 |
| «Штутгартер Кікерс»             | Штутгарт           | Неккарштадіон                | 68,000 |
| «Штутгарт»                      | Штутгарт           | Неккарштадіон                | 68,000 |
| «Ваттеншайд 09»                 | Ваттеншайд         | Лоргайдештадіон              | 15,000 |

## Турнірна таблиця
| Поз | Команда                         | І  | В  | Н  | П  | ГЗ | ГП | РГ  | О  | Кваліфікація або пониження                    |
| --- | ------------------------------- | -- | -- | -- | -- | -- | -- | --- | -- | --------------------------------------------- |
| 1   | «Штутгарт» (C)                  | 38 | 21 | 10 | 7  | 62 | 32 | +30 | 52 | Перший раунд Ліги чемпіонів УЄФА 1992—1993    |
| 2   | «Боруссія» (Дортмунд)           | 38 | 20 | 12 | 6  | 66 | 47 | +19 | 52 | Перший раунд Кубка УЄФА 1992—1993             |
| 3   | «Айнтрахт» (Франкфурт-на-Майні) | 38 | 18 | 14 | 6  | 76 | 41 | +35 | 50 | Перший раунд Кубка УЄФА 1992—1993             |
| 4   | «Кельн»                         | 38 | 13 | 18 | 7  | 58 | 41 | +17 | 44 | Перший раунд Кубка УЄФА 1992—1993             |
| 5   | «Кайзерслаутерн»                | 38 | 17 | 10 | 11 | 58 | 42 | +16 | 44 | Перший раунд Кубка УЄФА 1992—1993             |
| 6   | «Баєр 04»                       | 38 | 15 | 13 | 10 | 53 | 39 | +14 | 43 |                                               |
| 7   | «Нюрнберг»                      | 38 | 18 | 7  | 13 | 54 | 51 | +3  | 43 |                                               |
| 8   | «Карлсруе»                      | 38 | 16 | 9  | 13 | 48 | 50 | −2  | 41 |                                               |
| 9   | «Вердер»                        | 38 | 11 | 16 | 11 | 44 | 45 | −1  | 38 | Перший раунд Кубка володарів кубків 1992—1993 |
| 10  | «Баварія» (Мюнхен)              | 38 | 13 | 10 | 15 | 59 | 61 | −2  | 36 |                                               |
| 11  | «Шальке 04»                     | 38 | 11 | 12 | 15 | 45 | 45 | 0   | 34 |                                               |
| 12  | «Гамбург»                       | 38 | 9  | 16 | 13 | 32 | 43 | −11 | 34 |                                               |
| 13  | «Боруссія» (Менхенгладбах)      | 38 | 10 | 14 | 14 | 37 | 49 | −12 | 34 |                                               |
| 14  | «Динамо» (Дрезден)              | 38 | 12 | 10 | 16 | 34 | 50 | −16 | 34 |                                               |
| 15  | «Бохум»                         | 38 | 10 | 13 | 15 | 38 | 55 | −17 | 33 |                                               |
| 16  | «Ваттеншайд 09»                 | 38 | 9  | 14 | 15 | 50 | 60 | −10 | 32 |                                               |
| 17  | «Штутгартер Кікерс» (R)         | 38 | 10 | 11 | 17 | 53 | 64 | −11 | 31 | Пониження у класі до Другої Бундесліги        |
| 18  | «Ганза» (R)                     | 38 | 10 | 11 | 17 | 43 | 55 | −12 | 31 | Пониження у класі до Другої Бундесліги        |
| 19  | «Дуйсбург» (R)                  | 38 | 7  | 16 | 15 | 43 | 55 | −12 | 30 | Пониження у класі до Другої Бундесліги        |
| 20  | «Фортуна» (Дюссельдорф) (R)     | 38 | 6  | 12 | 20 | 41 | 69 | −28 | 24 | Пониження у класі до Другої Бундесліги        |

## Результати
| Команда                         | БОХ | ВЕР | БРД | ДДР | ДУЙ | ФОР | АЙН | ГАМ | КАЙ | КАР | КЕЛ | Б04 | БРМ | БАВ | НЮР | ГАН | Ш04 | ШТК | ШТТ | ВАТ |
| ------------------------------- | --- | --- | --- | --- | --- | --- | --- | --- | --- | --- | --- | --- | --- | --- | --- | --- | --- | --- | --- | --- |
| «Бохум»                         | —   | 2–2 | 0–0 | 1–0 | 2–1 | 3–0 | 0–0 | 2–3 | 0–0 | 1–3 | 2–2 | 0–2 | 3–1 | 0–5 | 0–3 | 3–2 | 1–0 | 2–2 | 0–2 | 1–1 |
| «Вердер»                        | 3–0 | —   | 0–1 | 2–0 | 5–1 | 2–1 | 1–0 | 1–1 | 0–2 | 0–0 | 1–3 | 1–1 | 0–0 | 1–1 | 1–3 | 1–0 | 2–1 | 1–3 | 1–1 | 2–2 |
| «Боруссія» (Дортмунд)           | 1–1 | 2–1 | —   | 4–0 | 2–1 | 3–1 | 2–2 | 2–2 | 3–1 | 1–0 | 3–1 | 3–1 | 2–2 | 3–0 | 3–2 | 4–1 | 2–0 | 3–1 | 0–0 | 1–1 |
| «Динамо» (Дрезден)              | 0–0 | 2–1 | 0–0 | —   | 0–0 | 2–0 | 2–1 | 3–0 | 0–1 | 2–0 | 0–0 | 1–0 | 1–2 | 0–2 | 1–2 | 2–1 | 2–1 | 2–2 | 1–0 | 3–0 |
| «Дуйсбург»                      | 1–1 | 0–0 | 0–1 | 3–0 | —   | 2–2 | 3–6 | 0–1 | 1–1 | 6–2 | 1–3 | 1–2 | 1–1 | 1–1 | 3–0 | 2–0 | 2–0 | 1–1 | 1–0 | 0–0 |
| «Фортуна» (Дюссельдорф)         | 3–0 | 0–0 | 1–1 | 1–3 | 1–1 | —   | 1–2 | 1–0 | 1–0 | 2–3 | 1–3 | 1–1 | 1–1 | 0–1 | 1–2 | 0–0 | 1–1 | 1–3 | 0–3 | 4–3 |
| «Айнтрахт» (Франкфурт-на-Майні) | 2–1 | 2–2 | 3–0 | 3–0 | 3–0 | 1–1 | —   | 2–1 | 2–0 | 1–1 | 1–2 | 0–1 | 0–0 | 3–2 | 2–2 | 2–0 | 5–0 | 6–1 | 1–1 | 1–1 |
| «Гамбург»                       | 0–0 | 0–1 | 1–1 | 2–0 | 1–1 | 1–1 | 2–1 | —   | 0–1 | 0–1 | 1–1 | 1–1 | 1–0 | 1–0 | 0–2 | 1–0 | 2–1 | 0–3 | 1–1 | 0–1 |
| «Кайзерслаутерн»                | 1–1 | 2–2 | 4–0 | 4–1 | 2–1 | 2–0 | 1–1 | 0–0 | —   | 3–0 | 2–1 | 2–1 | 4–2 | 4–0 | 3–0 | 3–0 | 1–1 | 4–3 | 0–0 | 3–2 |
| «Карлсруе»                      | 1–1 | 2–1 | 2–2 | 1–0 | 2–2 | 1–5 | 0–2 | 4–1 | 2–1 | —   | 0–1 | 0–0 | 2–0 | 3–0 | 1–0 | 2–1 | 1–0 | 3–1 | 0–0 | 1–2 |
| «Кельн»                         | 1–0 | 5–0 | 1–2 | 1–1 | 1–1 | 4–1 | 1–1 | 0–0 | 1–1 | 2–3 | —   | 1–1 | 1–1 | 1–1 | 4–0 | 3–1 | 3–0 | 0–0 | 1–1 | 1–1 |
| «Баєр 04»                       | 2–0 | 0–0 | 0–2 | 4–0 | 2–1 | 1–1 | 1–3 | 1–1 | 3–0 | 2–0 | 1–1 | —   | 1–0 | 2–1 | 0–1 | 3–0 | 2–1 | 3–1 | 1–2 | 6–1 |
| «Боруссія» (Менхенгладбах)      | 1–2 | 0–2 | 1–1 | 1–0 | 0–0 | 3–1 | 1–1 | 1–0 | 1–0 | 1–0 | 2–2 | 2–2 | —   | 1–1 | 1–0 | 1–1 | 1–1 | 2–1 | 0–1 | 1–0 |
| «Баварія» (Мюнхен)              | 0–2 | 3–4 | 0–3 | 1–2 | 4–2 | 3–1 | 3–3 | 2–0 | 1–0 | 1–0 | 0–0 | 2–2 | 3–0 | —   | 1–3 | 1–2 | 3–2 | 1–4 | 1–0 | 5–2 |
| «Нюрнберг»                      | 1–0 | 1–0 | 2–1 | 1–1 | 1–1 | 3–1 | 1–3 | 1–1 | 3–2 | 1–2 | 4–0 | 1–0 | 2–1 | 1–1 | —   | 0–0 | 0–1 | 2–0 | 4–3 | 3–1 |
| «Ганза»                         | 0–2 | 0–0 | 5–1 | 3–0 | 0–0 | 3–1 | 2–1 | 1–2 | 0–1 | 1–2 | 1–1 | 2–2 | 2–1 | 2–1 | 4–0 | —   | 2–0 | 2–2 | 2–0 | 1–1 |
| «Шальке 04»                     | 2–1 | 0–0 | 5–2 | 1–1 | 3–0 | 0–0 | 1–1 | 0–0 | 2–0 | 3–1 | 3–0 | 0–0 | 3–1 | 1–1 | 1–0 | 5–0 | —   | 1–2 | 0–1 | 1–1 |
| «Штутгартер Кікерс»             | 2–0 | 2–1 | 0–1 | 0–0 | 0–1 | 0–1 | 0–2 | 1–1 | 1–1 | 1–1 | 0–3 | 0–1 | 3–0 | 2–4 | 3–1 | 1–1 | 1–1 | —   | 1–3 | 3–0 |
| «Штутгарт»                      | 4–1 | 1–1 | 4–2 | 1–1 | 2–0 | 3–1 | 1–2 | 3–2 | 4–1 | 1–0 | 1–0 | 2–0 | 0–1 | 3–2 | 2–0 | 3–0 | 1–0 | 3–1 | —   | 1–1 |
| «Ваттеншайд 09»                 | 1–2 | 0–1 | 0–1 | 3–0 | 2–0 | 4–1 | 2–4 | 1–1 | 1–0 | 1–1 | 1–2 | 3–0 | 3–2 | 0–0 | 1–1 | 0–0 | 1–2 | 4–1 | 1–3 | —   |

## Найкращі бомбардири
22 голи
- Фріц Вальтер («Штутгарт»)

20 голів
- Стефан Шапюїза («Боруссія» (Дортмунд))

17 голів
- Роланд Вольфарт («Баварія» (Мюнхен))

15 голів
- Тоні Єбоа («Айнтрахт» (Франкфурт-на-Майні))

14 голів
- Лотар Зіппель («Айнтрахт» (Франкфурт-на-Майні))

13 голів
- Маркус Марін («Штутгартер Кікерс»)
- Мікаель Шпіс («Ганза»)
- Мікаель Тенніс («Дуйсбург»)

12 голів
- Марко Боде («Вердер»)
- Дітер Екштайн («Нюрнберг»)
- Ульф Кірстен («Баєр 04»)
- Андреас Меллер («Айнтрахт» (Франкфурт-на-Майні))
- Дімітріос Мутас («Штутгартер Кікерс»)

## Склад чемпіонів
| «Штуттгарт» |
| --- |
| Goalkeeper: Айке Іммель (38). Захисники: Мікаель Фронтцек (38 / 5); Слободан Дубаїч (38 / 2); Гвідо Бухвальд (к; 37 / 5); Уве Шнайдер (33); Гюнтер Шефер (28 / 1); Александер Штремель (25); Нільс Шмелер (6); Томас Шнайдер (2). Півзахисники: Мауріціо Гаудіно (38 / 8); Маттіас Заммер (33 / 9); Андреас Бук (30 / 1); Людвіг Кегль (16 / 1); Юрген Крамний (10); Мікаель Маєр (1). Нападники: Фріц Вальтер (38 / 22); Ейолфюр Сверіссон (31 / 3); Манфред Кастль (24 / 2); Марк Кінле (10). (кількість ігор і голів наведені у дужках) Головний тренер: Крістоф Даум. Був у заявці, але не взяв участі у жодній грі чемпіонату: Зігфрід Грюнінгер; Ебергард Траутнер; Гаральд Пройс; Єнс Келлер; Йовиця Симанич ; Олаф Шмелер. |